# Louis Joseph Xavier François de Bourbon

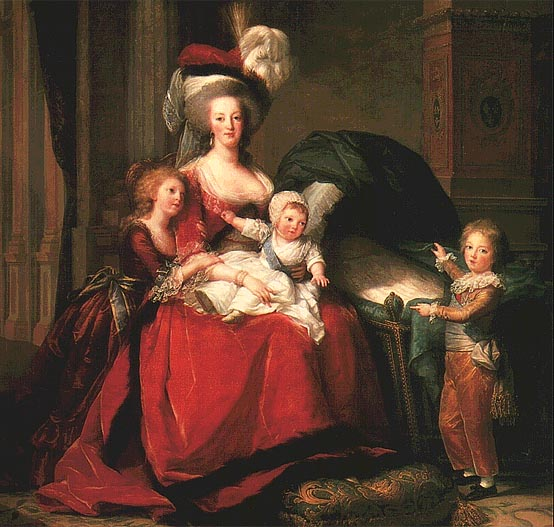
Porträt von Marie-Antoinette und ihren Kindern, gemalt von Vigée-Lebrun, 1787, Öl auf Leinwand, (104 × 82 cm), Schloss von Versailles: Dauphin Louis Joseph von Frankreich rechts am Kinderbett stehend.

Louis Joseph Xavier François von Frankreich, Dauphin von Frankreich (* 22. Oktober 1781 in Versailles; † 4. Juni 1789 auf Schloss Meudon), war (Titular-)Herzog der Bretagne und Kronprinz von Frankreich („Dauphin von Frankreich“).

## Leben
Louis Joseph war das zweite Kind und der erste Sohn des französischen Königspaares Ludwig XVI. und Marie Antoinette und als solcher der lang ersehnte Thronfolger. Er wog bei der Geburt, die sich um Viertel zwei ereignete, 13 Pfund und war 22 Zoll groß (6,4 kg, 60 cm).
Der ansonsten eher verschlossene König weinte vor Freude und drückte allen im Raum die Hand. Als er sich wenig später mit dem frisch eingekleideten Kind auf dem Arm im Vorzimmer der Bettstatt zeigte, fielen sich auch die Höflinge ungeachtet der strengen Etikette lachend und weinend in die Arme.
Der Königssohn wurde in der Kathedrale Notre-Dame de Paris von Kardinal Louis de Rohan-Guéméné auf den Namen Louis Joseph Xavier François getauft. Eine seiner Taufpaten war Madame Élisabeth. Auf Anweisung des Königs wurde die Hauptstadt drei Tage lang festlich illuminiert. Nach der Geburt des Dauphin stiftete die Königin ein Wöchnerinnen-Hospital, das Hôtel-Dieu. Das Kind wurde zunächst einer Amme namens Poitrine anvertraut. Neben einer Vielzahl von Glückwünschen tauchten bald auch anonyme Spottverse auf, in denen die Vaterschaft des Königs bezweifelt wurde.
Der Dauphin erhielt den Titel eines Herzogs der Bretagne, eine jährliche Apanage von 10.000 Livres sowie einen eigenen Hofstaat – darunter Marie François, Herzog von Harcourt als Erzieher und Gabrielle, Herzogin von Polignac, als Gouvernante.
Ende 1786 erkrankte er an Rachitis. Marie Antoinette berichtete in Briefen an ihren Bruder Joseph zu Beginn des Jahres 1787 bereits von Verkrümmungen der Wirbelsäule und Wachstumsstörungen in den Gliedmaßen – beides Folgeerscheinungen der Erkrankung.
Schon Monate vor seinem Tod hatten die Ärzte keine Hoffnung mehr, das Kind zu retten. Seine Gelenke waren unförmig angeschwollen, das Gesicht aufgedunsen. Der Dauphin war dem Herzog und der Herzogin d’Harcourt anvertraut worden und wurde täglich von seinen Eltern in Meudon besucht. Die Königin war bei ihm, als er am 4. Juni 1789 eine Dreiviertelstunde nach Mitternacht starb.
Nachdem man in Anwesenheit des Erziehers den Körper des Dauphins geöffnet und einbalsamiert hatte, mussten der Herzog und die Herzogin d’Harcourt eine Woche in der Leichenkammer bei dem aufgebahrten Toten bleiben. Am 7. Juni kamen alle bei Hofe eingeführten Personen und kondolierten der Königin. Am 12. Juni wurde das Herz des Dauphins feierlich in das Kloster Val-de-Grâce gebracht. Der Leichnam wurde in Saint-Denis bestattet.
Sein Nachfolger als Dauphin wurde sein jüngerer Bruder Louis Charles, der seinen Vater überleben sollte und mit zehn Jahren im Gefängnis starb.

## Dauphin County, Pennsylvania
Nach Louis Joseph ist das Gebiet Dauphin County im US-Bundesstaat Pennsylvania benannt. Die pennsylvanische Legislatur beschloss – bei einem Treffen in Philadelphia im Jahr 1785 – den Franzosen für die Hilfe am Unabhängigkeitskrieg zu danken, indem sie den eroberten Landstrich „Dauphin“ nannten.